# MacDonaldové z Glencoe

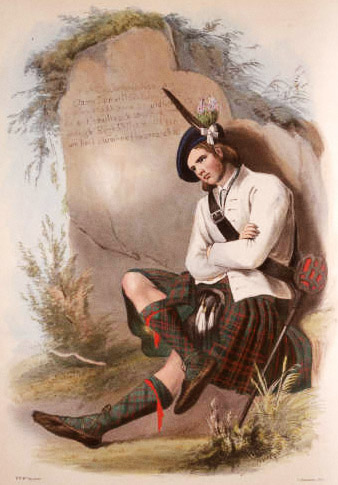
Romantická ilustrace z viktoriánského období zpodobňující příslušníka klanu MacDonaldů z Glencoe od Roberta Ronalda McIana

MacDonaldové z Glencoe, známí též jako Clann Iain Abrach, byl skotský klan z Vysočiny. Šlo o větev většího Klanu Donald známého rovněž jako Klan MacDonald. Své jméno obdrželi po údolí Glen Coe.

## Historie

### Počátky klanu
Zakladatelem klanu byl Iain Fraoch MacDonald († 1368), syn náčelníka klanu Donaldů Aonghuse Óga z Islay († asi 1330), který v roce 1314 bojoval v bitvě u Bannockburnu na straně skotského krále Roberta I. proti anglickému králi Eduardu II.
Panuje přesvědčení, že se Angus Óg nikdy neoženil s dcerou MacEanruiga či MacHenryho, který byl vládcem v Glencoe, a místo toho si vzal Aine O'Cahanovou z Ulsteru, jež mu porodila legitimního syna Johna z Islay, který se stal držitelem titulu Pán ostrovů (Lord of the Isles).
Angus Óg obdržel po bitvě u Bannockburnu od Roberta I. mimo jiné území Glencoe, jež poté daroval svému nemanželskému synovi Iainu Fraochovi. Glencoe bylo vždy nepřátelské prostředí se strmými horami, jehož nepříliš úrodná půda nutila zdejší obyvatele k loupeživým nájezdům a krádežím dobytka sousedům. Není tedy divu, že jméno Glen Coe bývá často překládáno jako „údolí nářků“.

### Masakr v Glencoe

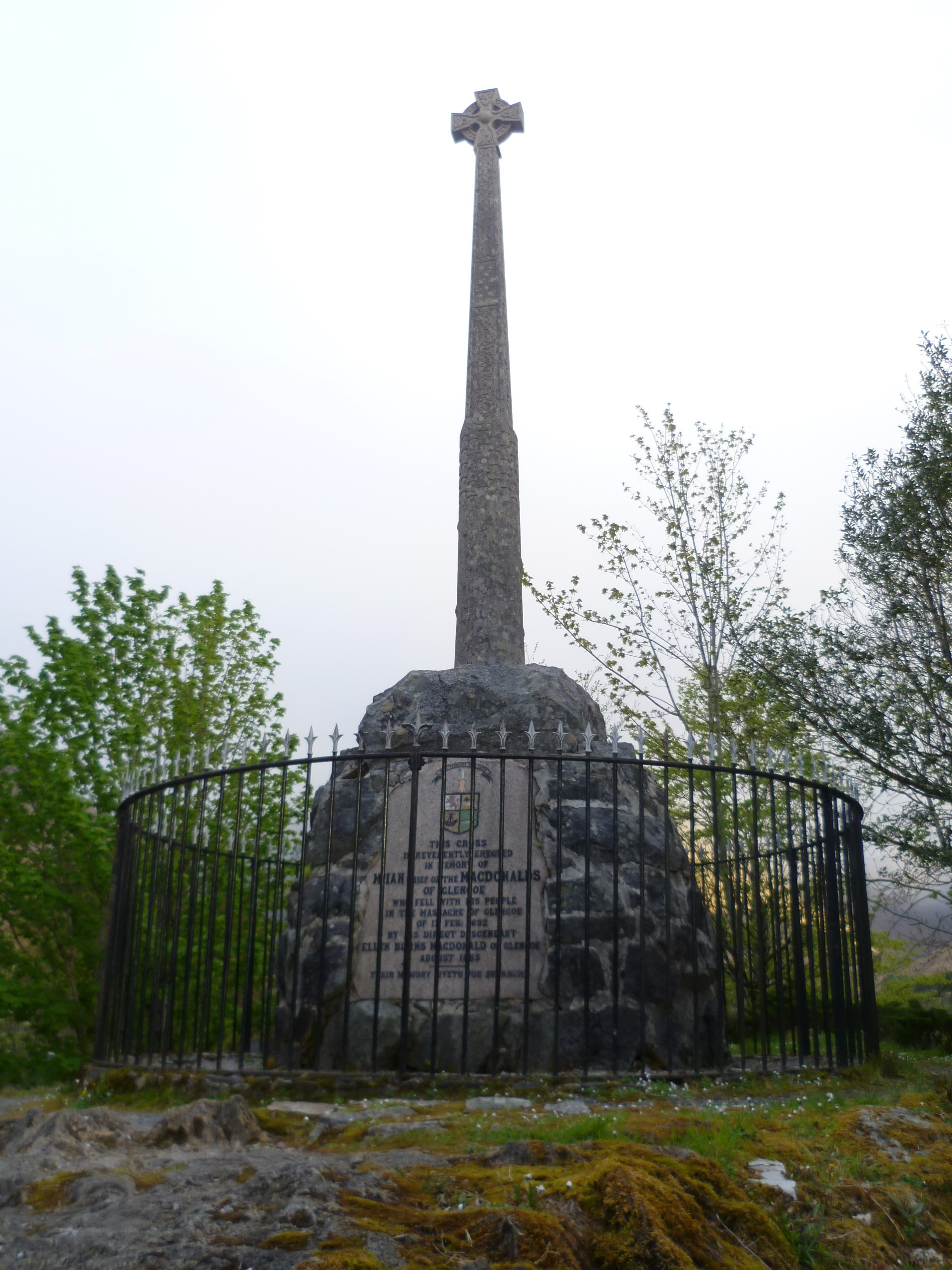
Památník v Glencoe

Glencoeští MacDonaldové byli jedním ze tří Lochaberských klanů pověstných svým nezákonným jednáním. Dalšími dvěma klany byli MacGregorové a MacDonaldové z Keppochu.  Branci z těchto klanů sloužili v takzvaných nezávislých rotách využívaných v letech 1678– 1680 k potlačování konventiklů a zúčastnili se zničujícího nájezdu na oblast Atholl, který následoval po povstání v hrabství Argyll v roce 1685. To z nich učinilo jasný cíl, když 1. vévoda z Argyllu Archibald Campbell opět  získal po Slavné revoluci v roce 1688 moc.
Spojenectví MacDonaldů s katolickým stuartovským králem Jakubem II. způsobilo, že byli solí v očích protestantského parlamentu. To vedlo k masakru v Glencoe. Toto krveprolití se uskutečnilo v brzkých ranních hodinách 13. února 1692, kdy příslušníci dvou rot pěšího regimentu hraběte z Argyllu pod vedením Roberta Campbella z Glenlyonu povraždili 38 neozbrojených mužů klanu MacDonaldů. Masakr se odehrál v okolí vesnice Glencoe a v dalších částech údolí Glen Coe. Převážné většině příslušníků klanu, odhadem třem stovkám lidí, se sice podařilo před krvelačným nájezdem prchnout, ale část jich následně zemřela v okolních horách a kopcích hladem a podchlazením, neboť jim vojáci vypálili domy.
Masakr na MacDonaldy byl nařízen proto, že se jejich náčelníkovi nepodařilo včas podepsat přísahu loajality králi Anglie, Skotska a Irska Vilému Oranžskému. Na cestě jej totiž zdržela sněhová bouře. Přestože vládě bylo známo, že se snažil dostát jejímu nařízení a připojit svůj podpis do 1. ledna 1692, padlo rozhodnutí, že je třeba pro výstrahu ostatním provést krvavý odstrašující akt.

#### Pozadí
V průběhu Jakobitského povstání v letech 1689–1692 se uskutečnila řada setkání skotského parlamentu s vůdci Jakobitů. V březnu 1690 nabídl státní tajemník John Dalrymple, 1. hrabě ze Stairu částku 12 000 liber za složení přísahy loajality králi Vilému Oranžskému. V Deklaraci z Achalladeru z června 1691 s tím náčelníci klanů z Vysočiny souhlasili. Za skotský parlament ji podepsal John Campbell, 1. hrabě z Breadalbane. V královské vyhlášce z 26. srpna se všem, kdo tuto přísahu složí před 1. lednem 1692, nabízela milost, zatímco těm, kdo tak neučiní, tvrdá odplata. ‎O dva dny později se objevily tajné články deklarace, které rušily dohodu v případě jakobitské invaze. Byly podepsány všemi účastníky jednání včetně hraběte z Breadalbane, který tvrdil, že jejich původcem je klan MacDonellů z Glengarry. 
Počátkem října poslali náčelníci klanů z Vysočiny zprávu králi Jakubovi II., který pobýval v exilu ve Francii, se žádostí o jeho souhlas k podepsání přísahy, pokud nebude do Vilémem III. stanovené lhůty schopen zahájit invazi do země, což byla, jak věděli, nesplnitelná podmínka. Jakub II. odeslal svou odpověď až 12. prosince a náčelník klanu MacDonellů z Glengarry ji obdržel 23. prosince. Ostatní s ní však seznámil teprve 28. prosince. Tento odklad, který způsobil, že náčelník klanu z Glencoe, jehož zdržela sněhová vánice, nedorazil na místo složení přísahy včas, zřejmě vyvolal vnitropolitický boj o moc mezi MacDonaldy a MacDonelly.

### Dějiny klanu po roce 1692
Ti z MacDonaldů z Glencoe, kterým se podařilo uprchnout a přežít, obnovili svá obydlí a posléze se zúčastnili dalších jakobitských povstání. Roku 1715 bojovali v rámci tohoročního jakobitského povstání v bitvě na planině Sheriffmuir a v rámci povstání v roce 1745 se zúčastnili bitvy u Prestonpansu. 
V roce 2018 začal tým archeologů zorganizovaný charitativním Národním trustem pro Skotsko s průzkumem několika lokalit, jež se vztahují k masakru, se záměrem provést detailní archeologický výzkum a předložit veřejnosti jeho výsledky. V následujícím roce se výzkum zaměřil na osídlení Achtriachtanu na samém konci údolí, kde kdysi žilo odhadem 50 lidí. Z vykopávek vyplývá, že osada byla po roce 1692 obnovena a v polovině 18. století ještě stále obydlena. Do roku 1800 však její obyvatelé tuto oblast opustili.

## Klanový tartan
Originální tartan klanu MacDonaldů z Glencoe se prodává jako MacIain/MacDonald of Glencoe, mnohdy však bývá zaměňován za tartan klanu MacDonaldů z Ardnamurchanu, což je způsobeno skutečností, že oba klany byly známy jakos MacIainové. Pravý tartan klanu MacDonaldů z Glencoe se od tartanu MacIanů z Ardnamurchanu značně liší. Skutečnost, že jde o pravý tartan MacDonaldů z Glencoe, potvrzuje fakt, že látka s tímto vzorem byla nalezena na tělech, jež byla počátkem 19. století exhumována, aby mohla být pohřbena v posvěcené půdě. Jedná se o starobylý tartan z doby dávno před vyklízením Vysočiny.

## Seznam náčelníků klanu
Toto je seznam historických náčelníků klanu MacDonaldů z Glencoe:
- Iain Og an Fraoch MacDonald, 1. z Glencoe (asi 1300 – 1368), (syn Aonghuse Óga z Islay)
- John MacIain MacDonald, 2. z Glencoe (* před 1358)
- John MacIain MacDonald, 3. z Glencoe (?)
- John MacIain MacDonald, 4. z Glencoe (?)
- John MacIain MacDonald, 5. z Glencoe (?)
- John MacIain MacDonald, 6. z Glencoe (?)
- John MacIain MacDonald, 7. z Glencoe (?)
- Iain Og MacIain MacDonald, 8. z Glencoe (1543 – asi 1590)
- Iain Og MacIain MacDonald, 9. z Glencoe (1579–1610)
- Iain Abrach MacDonald, 10. z Glencoe (? – 1630)
- Alasdair Ruadh MacIain MacDonald, 11. z Glencoe (? – 1650)
- Alasdair Ruadh MacIain MacDonald, 12. z Glencoe (1630–1692) (zavražděn při masakru v Glencoe)
- John MacIain MacDonald, 13. z Glencoe (1657–1714)
- Alexander MacIain MacDonald, 14. z Glencoe (1708–1750)
- John MacIain MacDonald, 15. z Glencoe (asi 1735 – 1785)
- Alexander MacIain MacDonald, 16. z Glencoe (1761–1814)
- Dr. Ewen MacIain MacDonald, 17. z Glencoe, (1788–1840) guvernér Britské Východoindické společnosti
- Ronald MacIain MacDonald, 18. z Glencoe (1800–1841) (bratr 17.)
- Alexander James MacDonald, 19. z Glencoe (1829–1889)[7]

## Části klanu
Seznam částí klanu (septů) MacDonaldů z Glencoe je:
Culp, Henderson, Hendrie, Hendry, Henry, Johnson, Kean, Keene, Keane, MacDonald, MacGilp, MacHendrie, MacHendry, MacHenry, MacIan, MacIsaac, MacKean, McKean, McKendrick, McKern, MacKern, MacKillop, MacPhilip, Moor, Philip, Philp.